# Abbaye de Clonard
L'abbaye de Clonard (en gaélique: Cluain Eraird ou Cluain Iraird, la "prairie d'Erard") est une importante fondation religieuse irlandaise du VIe siècle, sise pratiquement sur la ligne de démarcation traditionnelle entre les moitiés nord et sud de l'Irlande, dans l'actuel comté Meath. Elle est proche du village de Clonard. 

## Fondation et apogée

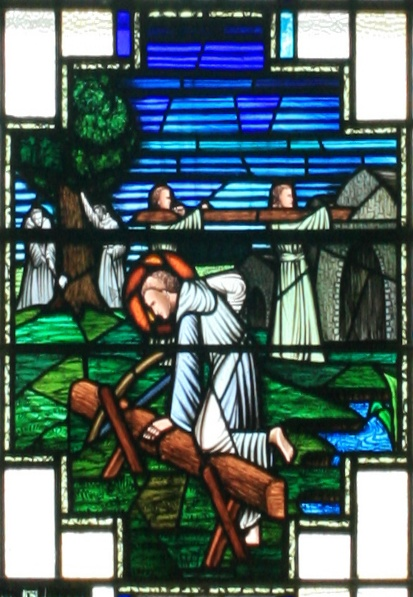
Vitrail de l'église saint-Finnian de Clonard : la construction du monastère

Fondée par Finien de Clonard vers 520 sur la rivière Boyne, le site originel ne consistait qu'en une seule cellule qui se trouvait peut-être à Ard Relec, proche. L'abbaye était située à côté de l'"Esker Riada", levée de terre naturelle servant de route principale d'est en ouest de l'Irlande. Cet emplacement ajoutait à sa proéminence ; mais elle était aussi à la frontière des royaumes de Leinster et de Meath, occasionnellement en guerre l'un contre l'autre. 
Elle fut au début du Moyen Âge un centre d'enseignement monastique d'importance en Irlande. Dans le courant du VIe siècle elle vit passer les plus grands noms de l'histoire chrétienne irlandaise, dont les Douze apôtres de l'Irlande. 
Vers le milieu du IXe siècle c'était l'église principale des midlands irlandais. Un hymne de l'époque en son honneur, disait qu'elle avait jusqu'à 3 000 élèves simultanément.

## Le diocèse
Comme de nombreux monastères en Irlande, elle souffrit des pertes importantes lors des raids vikings du IXe au XIe siècle.
À partir du synode de Ráth Breasail en 1111, l'abbaye fut le siège du nouvel évêché de Clonard ; ce qui fut confirmé au synode de Kells en 1152. 
Elle commença à décliner au XIIe siècle, et en 1202 l'évêque normand de Rochfort transféra le siège de l'évêché à Trim dans le nouveau diocèse de Meath.
Il ne reste que très peu du site de Clonard de nos jours. Une vue aérienne permet de voir les traces de murs anciens et autres terrassements de l'époque.